# Dombeya rotundifolia
Dombeya rotundifolia, Dikbas o "pera silvestre de Sudáfrica" (South African Wild Pear) (no está relacionada con los árboles de pera), es un árbol caducifolio con la corteza profundamente agrietada de gris obscura a negruzca, se encuentra en África meridional y hacia el norte hasta África central y el este de África tropical. Antiguamente colocado en las Sterculiaceae, este grupo artificial ha sido abandonado por la mayoría de los autores y las plantas ahora son parte de una ampliada Malvaceae

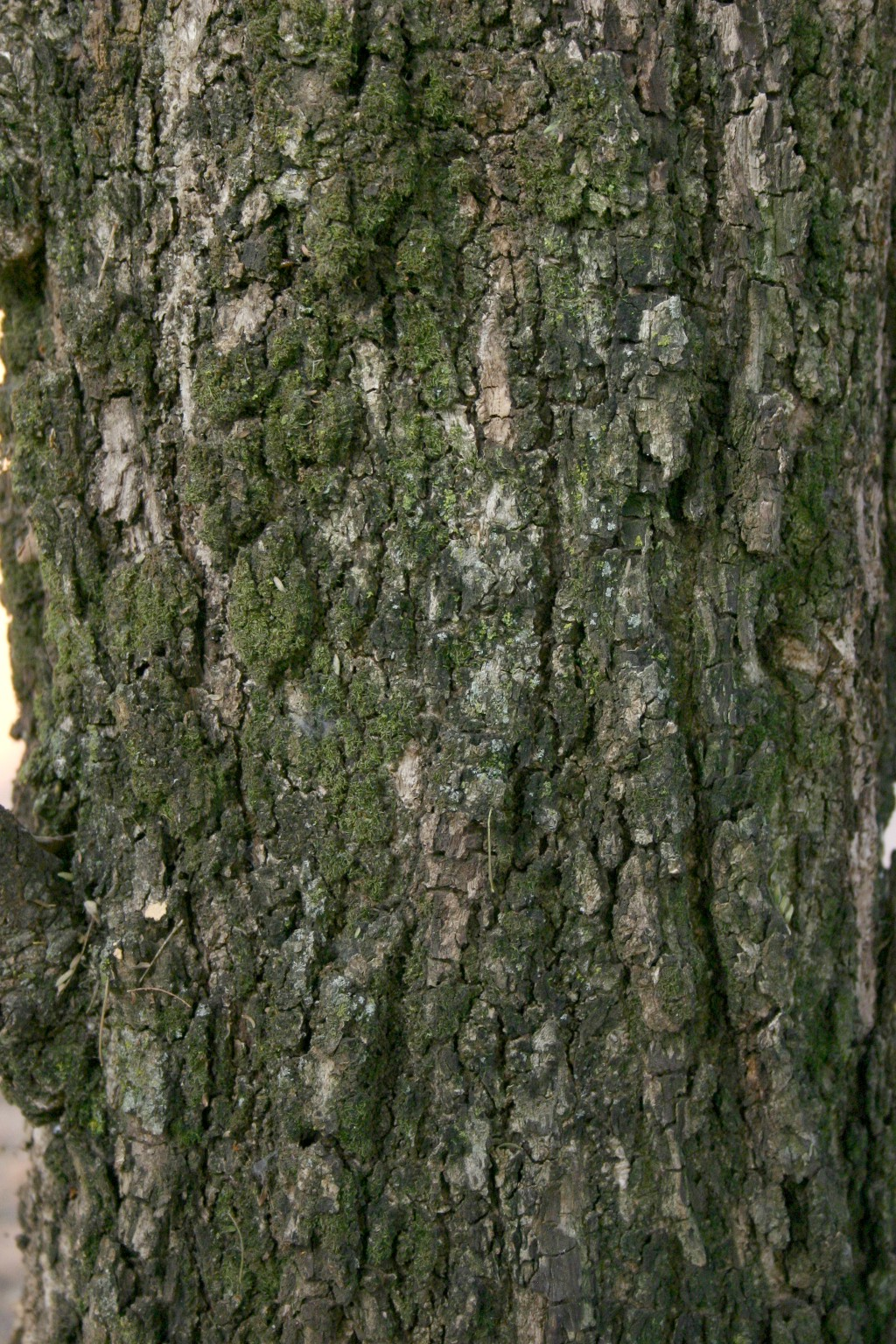
Corteza

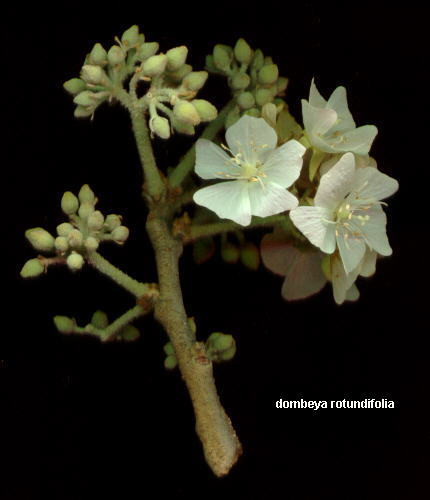
Flores

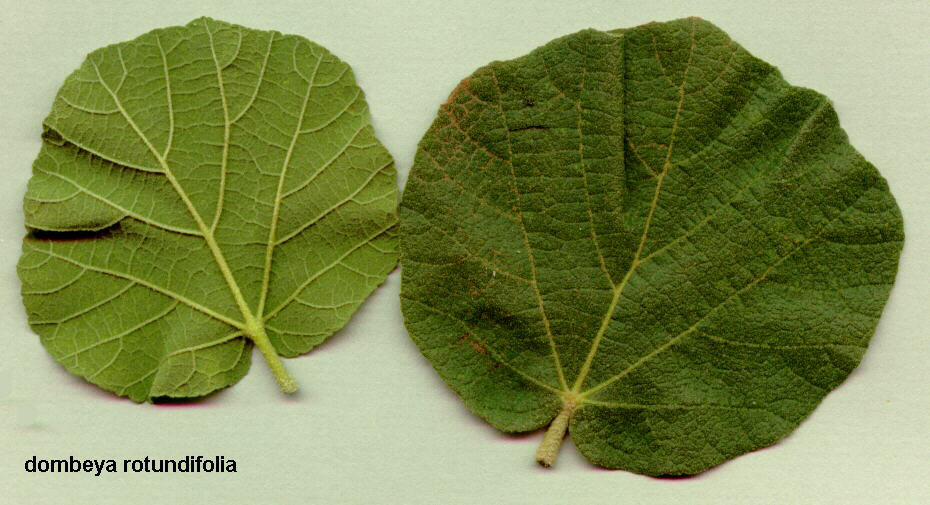
Hojas

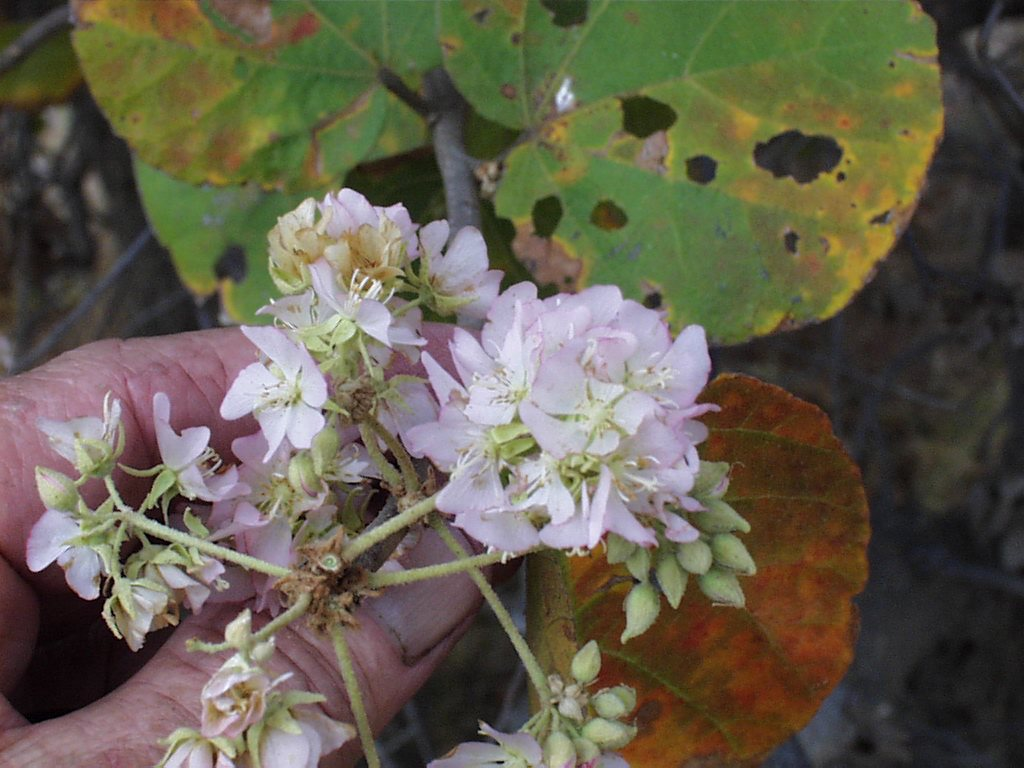
Forma de flores rosas

## Descripción
Los árboles miden normalmente 5–6 m de alto con un único tronco bien definido, crece en suelos profundos, orillas de los ríos y lugares rocosos. Las hojas y capullos de flores están cubiertos de vellos estrellados. Es una de las primeras especies en florecer en primavera, con frecuencia con Erythrina lysistemon. Las flores son abundantes y de fragancia dulce, usualmente blancas pero ocasionalmente rosa pálidas. Pequeñas (3–4 mm de diámetro) frutos redondos inconspicuos se forman en el centro de pétalos persistentes cafés y muertos. La madera es gris-azulosa, densa, dura y extremadamente resistente, y fue muy solicitada durante la era de construcción de vagones y carros de ferrocarril. 
La mayoría de dombeyas cultivadas son arbustos con flores atractivas rosas o blancas estrechamente relacionadas con D. rotundifolia, tales como Dombeya burgessiae o Dombeya autumnalis; la última fue descrita cuando su hábito de floración durante el verano se hizo aparente.

## Cultivo y usos
Es tolerante a la sequía y las heladas, es popular con los apicultores debido a su alta producción de néctar que atrae a las abejas y mariposas. Sus flores en despliegues profusos vistosos lo hacen un árbol ornamental sumamente apreciado.

## Taxonomía
Dombeya rotundifolia fue descrita por (Hochst.) Planch. y publicado en Flore des Serres et des Jardins de l'Europe 6: 225. 1850.
Etimología
Dombeya: nombre genérico que fue nombrado por Joseph Dombey (1742-1794), un botánico y explorador francés en América del Sur, que participó en la Expedición Botánica al Virreinato del Perú (1777-1788), la cual abandonó por discrepancias con su director Hipólito Ruiz y embrolló a los científicos y los gobiernos de Francia, España e Inglaterra durante más de dos años.
rotundifolia: epíteto latíno que significa "con hojas redondas".
Sinonimia
- Xeropetalum rotundifolium Hochst. (1844)
- Dombeya damarana K.Schum. (1900)
- Dombeya densiflora Planch. ex Harv.
- Dombeya dinteri Schinz (1902)
- Dombeya cerasiflora Exell (1927)
- Dombeya condensiflora De Wild. (1927)
- Assonia cuanzensis Hiern
- Dombeya cuanzensis (Hiern) Welw. ex K.Schum. (1900)
- Dombeya delevoyi De Wild. (1927)
- Dombeya gossweileri Exell (1927)
- Assonia huillensis Hiern
- Dombeya huillensis (Hiern) K.Schum. (1900)
- Dombeya melanostigma K.Schum. & Engl. (1907)
- Dombeya myriantha K.Schum. (1899)
- Dombeya quinqueseta auct.
- Dombeya ringoetii De Wild. (1915)
- Dombeya subdichotoma De Wild. (1927)[3]